# John Ferguson (Curler)
John Ferguson (* 18. Januar 1958 in Calgary) ist ein kanadischer Curler.
Sein internationales Debüt hatte Ferguson bei der Juniorenweltmeisterschaft 1978 in Grindelwald, wo er die Goldmedaille gewann. 1986 wurde er bei der Weltmeisterschaft in Toronto Weltmeister.
Ferguson spielte als Third der kanadischen Mannschaft bei den XV. Olympischen Winterspielen 1988 in Calgary im Curling. Die Mannschaft von Skip Ed Lukowich gewann die olympische Bronzemedaille. Da Curling damals noch eine Demonstrationssportart war, besitzt die Medaille keinen offiziellen Status.

## Erfolge
- Weltmeister 1986
- Juniorenweltmeister 1978
- 3. Platz Olympische Winterspiele 1988 (Demonstrationswettbewerb)